# Gobierno de José María Campo Serrano
El Gobierno de José María Campo Serrano en Colombia se desarrolló durante el 1 de abril de 1886 al 5 de agosto de 1886, siendo el último gobierno de los Estados Unidos de Colombia y entre el 5 de agosto de 1886 al 7 de enero de 1887, correspondiendo al primer gobierno de la República de Colombia.

## Antecedentes
Colombia mantenía la Constitución de 1863, más conocida como la Constitución de Rionegro que denomino al país como Estados Unidos de Colombia. Promulgada por los liberales radicales y le daba al país un carácter federal. A esta constitución se le realizó la reforma de 1876. Campo Serrano sería el último presidente de los Estados Unidos de Colombia.

## Designación presidencial
El Consejo de Delegatarios eligió como presidente a Rafael Núñez, vicepresidente, al general Eliseo Payán, y designado, el general José María Campo Serrano.  El 30 de marzo de 1886, el Consejo  aceptó la separación del cargo de presidente Rafael Núñez, por problemas de salud, y Campo Serrano, fue llamado para reemplazarlo, teniendo 53 años cuando asumió el poder, el 1° de abril de 1886. Campo asumió el cargo ante la imposibilidad del vicepresidente Payán de asumir como reemplazo de Núñez.

## Gabinete
| Ministro                                        | Imagen | Nombre                           | Periodo                                  |
| ----------------------------------------------- | ------ | -------------------------------- | ---------------------------------------- |
| (Canciller) Ministerio de Relaciones Exteriores |        | Vicente Restrepo                 | 7 de agosto de 1886-13 de enero de 1887  |
| Ministerio de Fomento                           |        | Felipe F. Paúl                   | 7 de agosto de 1886-15 de enero de 1887  |
| Ministerio de Guerra                            |        | Antonio Roldán Reyes (encargado) | 9 de junio de 1886-15 de agosto de 1886  |
| Ministerio de Guerra                            |        | Felipe Angulo                    | 16 de agosto de 1886-5 de junio de 1888  |
| Ministerio de Gobierno                          |        | Arístides Calderón Reyes         | 7 de agosto de 1886-7 de enero de 1887   |
| Ministerio de Hacienda                          |        | Antonio Roldán Reyes             | 7 de agosto de 1886-15 de marzo de 1888  |
| Ministerio de Instrucción Pública               |        | José Domingo Ospina              | 6 de junio de 1887-14 de febrero de 1888 |
| Ministerio del Tesoro                           |        | Felipe Angulo                    | 7 de agosto de 1886-7 de enero de 1887   |

## Política interna

### Constitución de 1886
El gobierno de Campo Serrano sanciono la Constitución Nacional de 1886 el 5 de agosto de 1886, la cual fue creada por Rafael Núñez y el poeta conservador Miguel Antonio Caro. En esta Constitución se estableció la centralización política del país y la descentralización administrativa.
El primer cambio notable de la carta política fue que se mudó la toma de posesión presidencial para el aniversario de la Batalla de Boyacá, el 7 de agosto; la fecha se mantiene hasta la actualidad.
La nueva constitución también permitió, en un principio, la reelección directa y estableció períodos presidenciales de 6 años, sin embargo, Campo no pudo ser beneficiario de las reformas constitucionales y terminó su gobierno en 1887 cuando Núñez reasumió el mandato, sólo para dejarlo vacante nuevamente meses después.

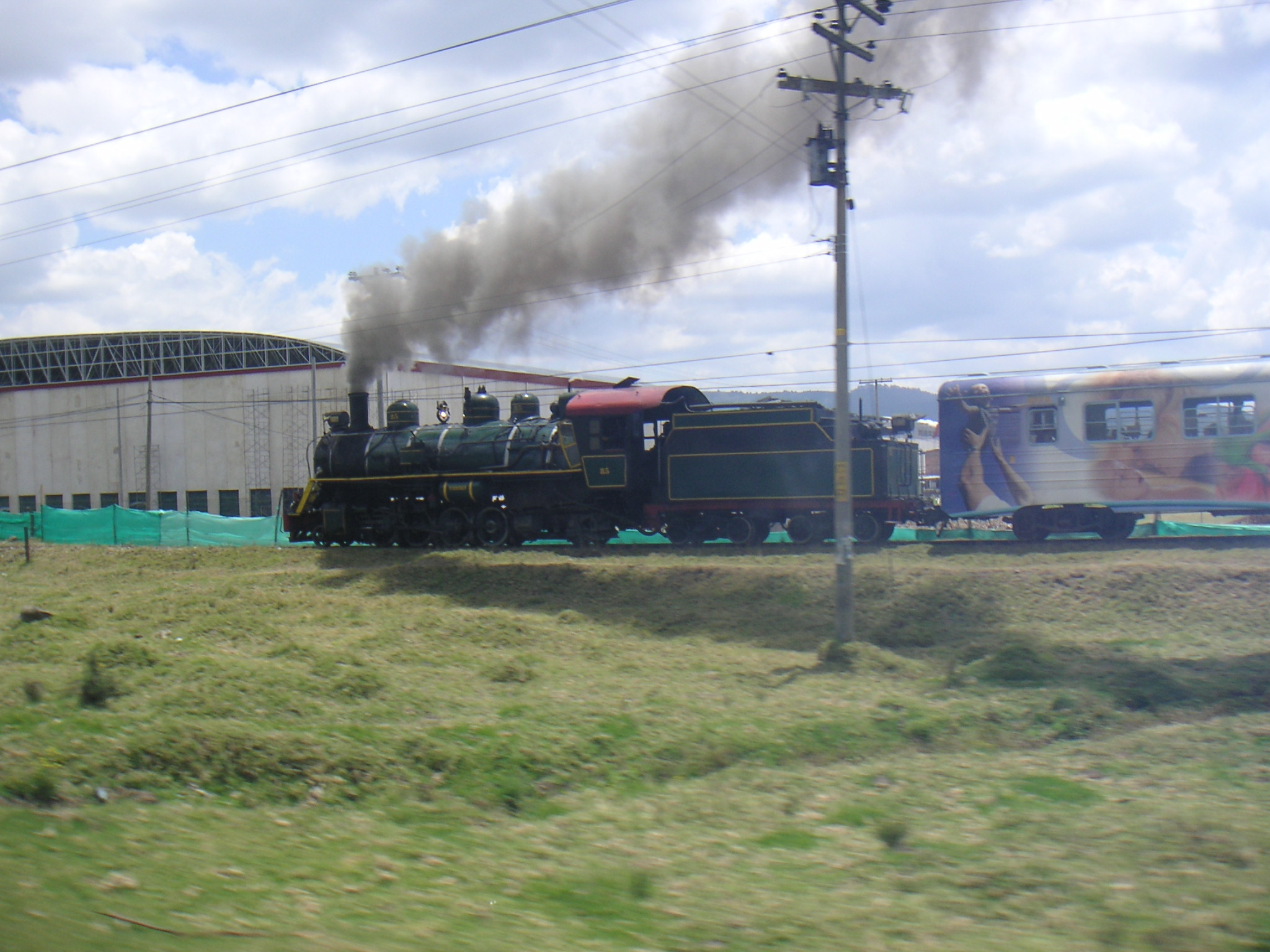
Ferrocarril de la Sabana, Bogotá.

### Obras Públicas
En este gobierno se expidieron las primeras licitaciones para el alumbrado público y para el suministro de agua potable para Bogotá e impulso los Ferrocarriles de la Sabana de Bogotá y el Ferrocarril del Magdalena.

#### Adjudicación de tierras
En materia de tierras estableció la adjudicación de éstas por el sistema de baldíos, es decir, tierras sin dueño adjudicadas bajo un sistema de selección "a dedo". Se habían expedido las leyes 61 de 1874, 48 de 1882 y el decreto 832 de 1884, donde se garantizaba la asignación de baldíos a quien cultivará la tierra por más de 10 años.

### Denominación del Ejército Nacional
Mediante el Decreto 607 de 1886, se denomino a la Fuerza Armada del país como Ejército Nacional de Colombia y se reorganizó este en divisiones y columnas, entre otras disposiciones de cargos.